# Кратеропа аравійська
Кратеро́па аравійська (Argya squamiceps) — вид горобцеподібних птахів родини Leiothrichidae. Мешкає на Близькому Сході.

## Опис
Довжина птаха становить 28 см, з яких на хвіст припадає 14,5–15,5 см. Вага 65-85 г. Забарвлення сіро-коричневе, маскувальне. Дзьоб довгий, вигнутий, хвіст довгий, крила округлі, лапи міцні. У молодих птахів очі темно-сірі, на першому році життя вони стають світло-жовтими у самців і темно-коричневими у самиць.

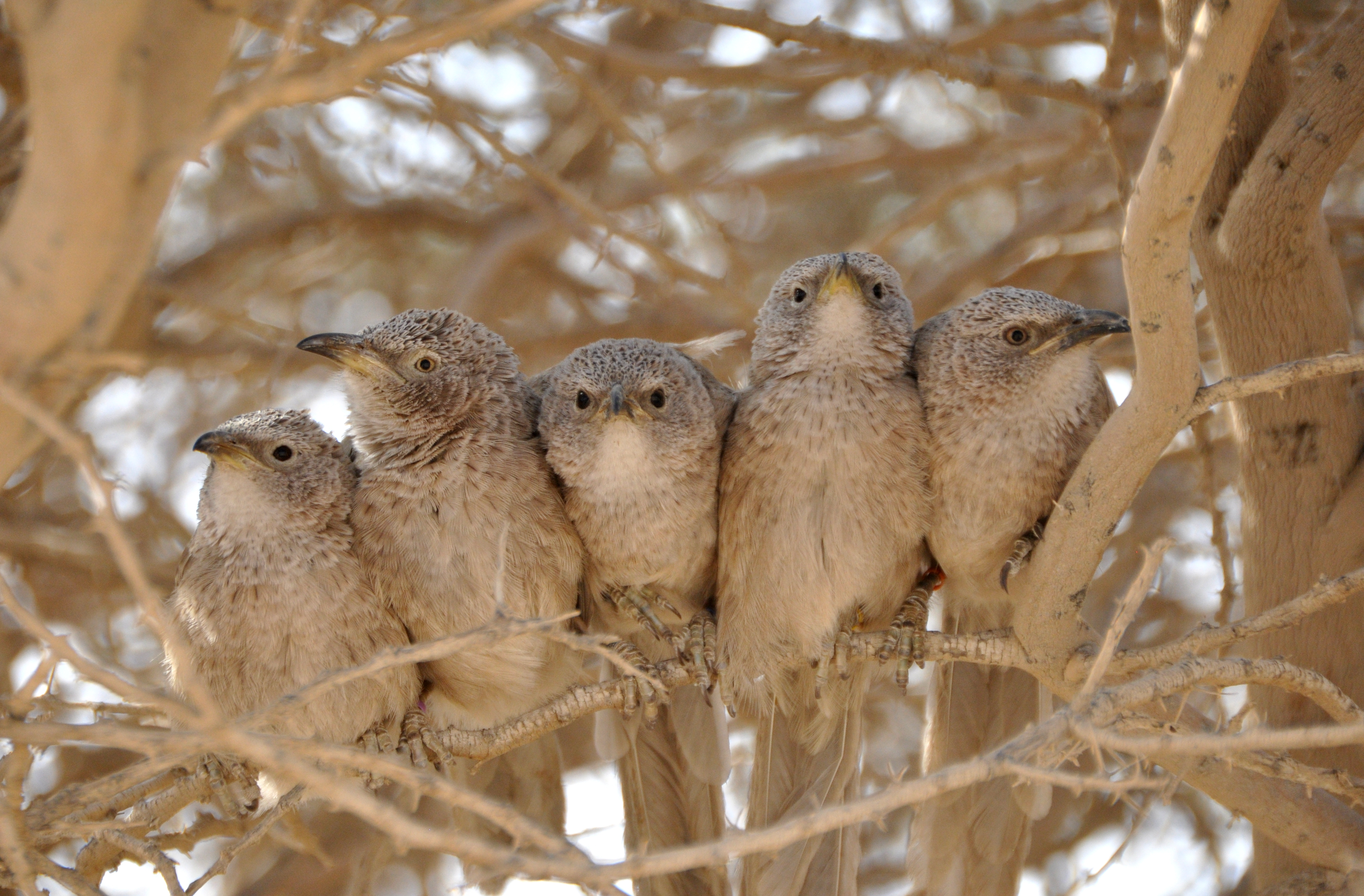
Зграйка аравійських кратероп

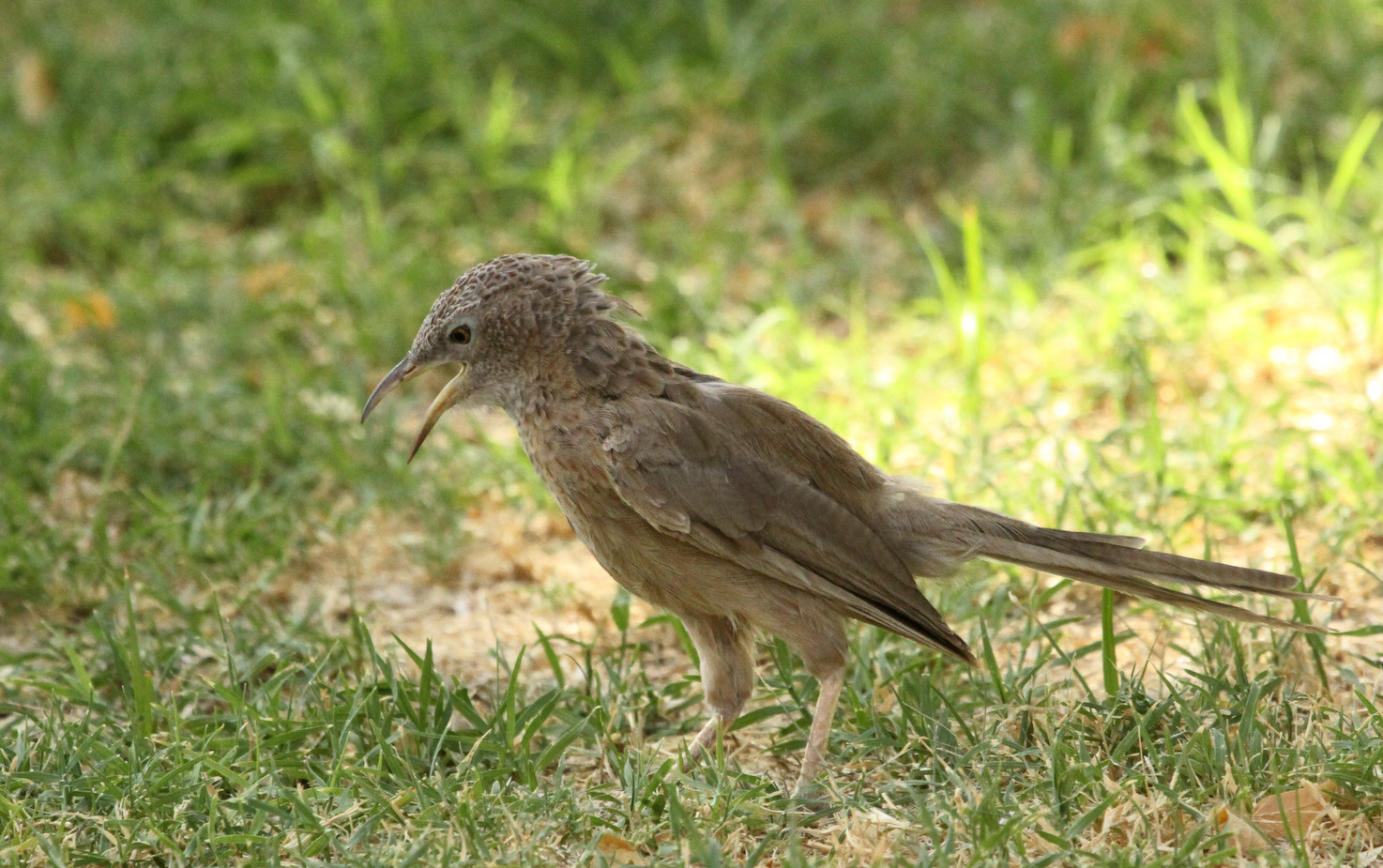
Аравійська кратеропа

## Підвиди
Виділяють три підвиди:
- A. s. squamiceps (Cretzschmar, 1827) — від сходу Синаю, південного Ізраїлю і західної Йорданії до центральної Саудівської Аравії;
- A. s. yemensis Neumann, 1904 — південний захід Саудівської Аравії і Ємен;
- A. s. muscatensis (Meyer de Schauensee & Ripley, 1953) — схід ОАЕ і північ Оману.

## Поширення і екологія
Аравійські кратеропи живуть в чагарникових заростях, на пасовищах і луках, на морських узбережяях, на полях, плантаціях і в садах. Зустрічаються на висоті до 2800 м над рівнем моря. Віддають перевагу чагарникових заростях у ваді. Ведуть переважно наземний спосіб життя. Живляться безхребетними, дрібними хребетними, зокрема плазунами, а також нектаром, ягодами і насінням. В кладці від 3 до 5 бірюзових яєць. Інкубаційний період триваж 13-14 днів, пташенята покидають гніздо на 14 день. Аравійські кратеропи живуть в зграях до 22 птахів. Їм притаманний колективний догляд за пташенятами.